# Dulovce
Dulovce es un municipio del distrito de Komárno en la región de Nitra, Eslovaquia, con una población estimada a final del año 2024 de 1598 habitantes.
Se encuentra ubicado al suroeste de la región, cerca de los ríos Danubio y Váh, y de la frontera con Hungría.

## Demografía
| Año        | 1994 | 2004    | 2014    | 2024     |
| ---------- | ---- | ------- | ------- | -------- |
| Población  | 1901 | 1859    | 1778    | 1598     |
| Diferencia |      | −2,20 % | −4,35 % | −10,12 % |

| Año        | 2023 | 2024    |
| ---------- | ---- | ------- |
| Población  | 1620 | 1598    |
| Diferencia |      | −1,35 % |